# Öblarn
Öblarn osztrák mezőváros Stájerország Liezeni járásában. 2017 januárjában 2015 lakosa volt.

## Elhelyezkedése

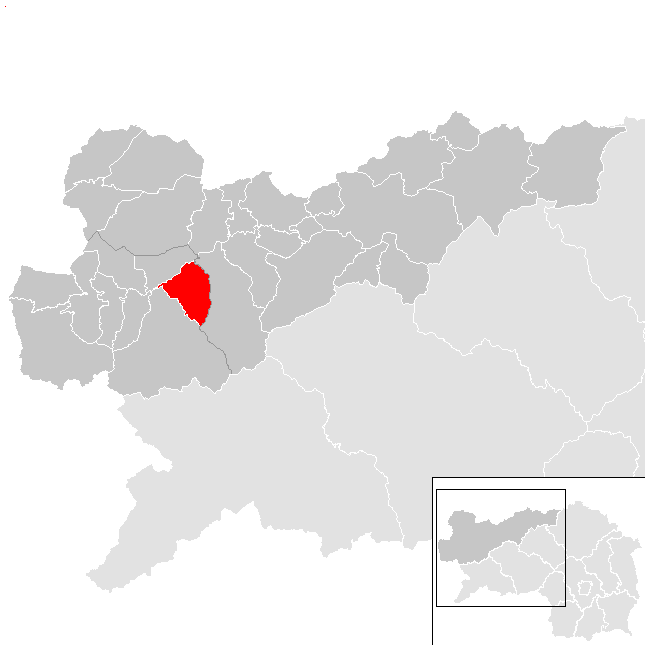
Öblarn a Liezeni járásban

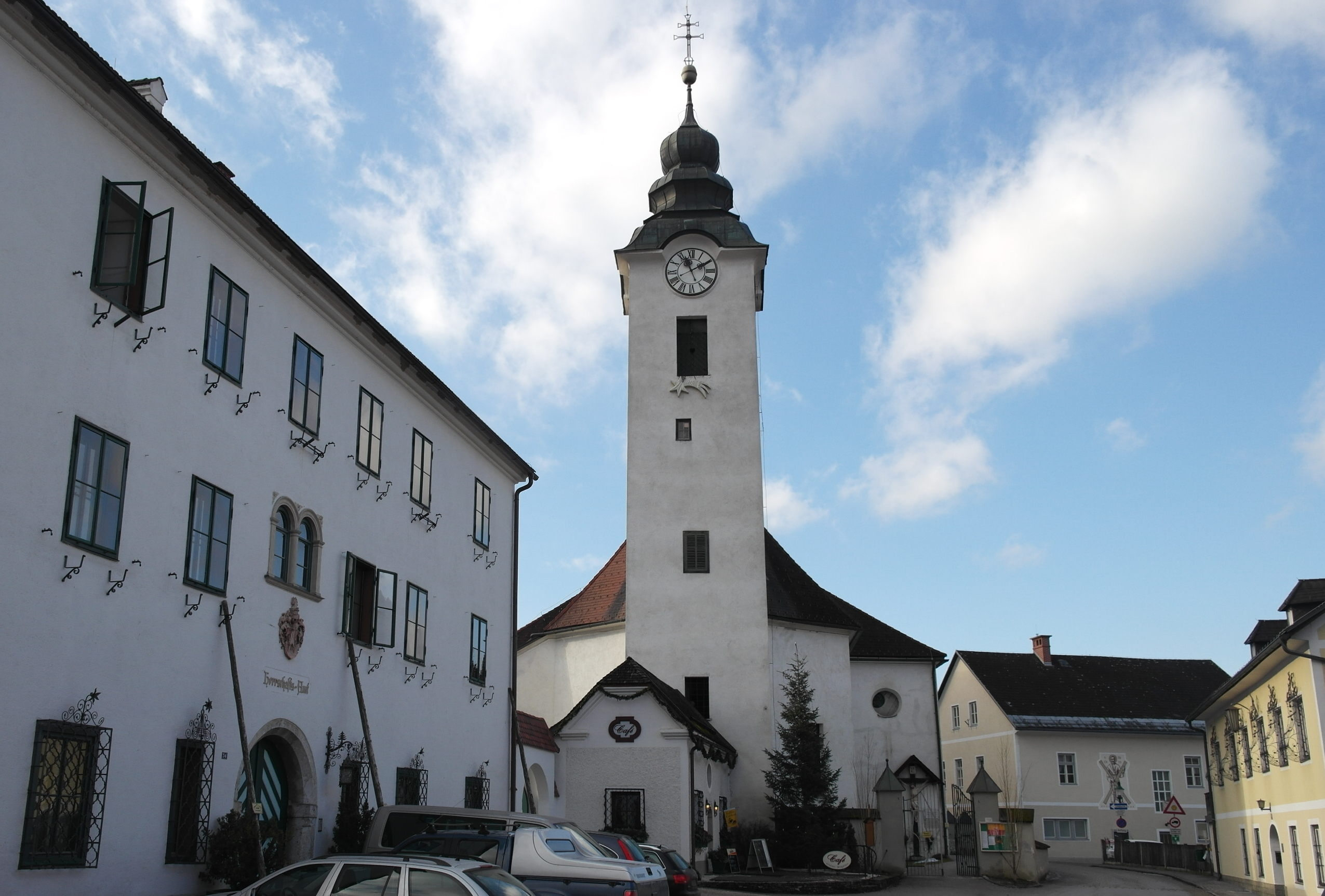
A Szt. András-plébániatemplom

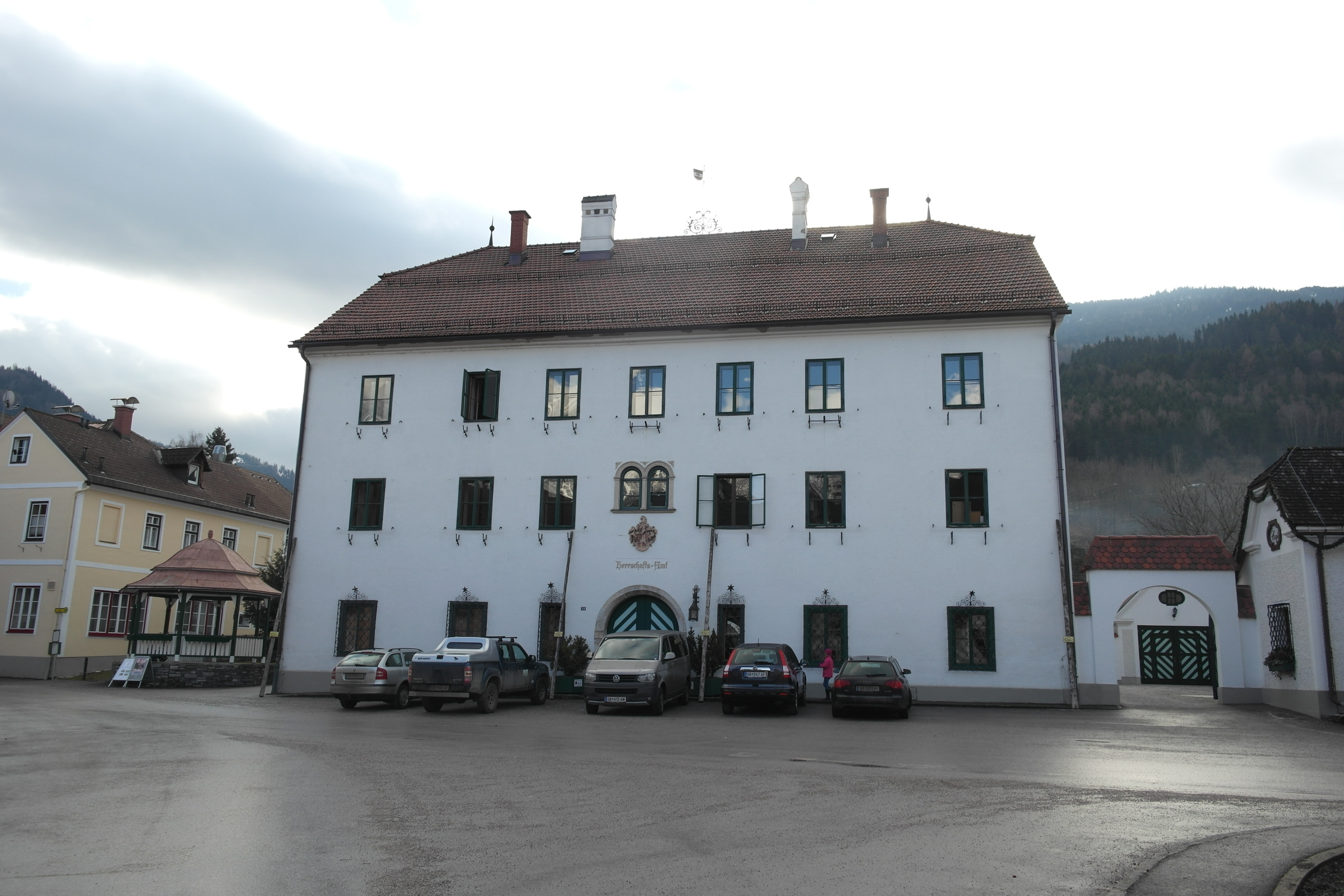
Az 1565-ös intézőház

Öblarn Felső-Stájerország északnyugati részén fekszik, az Enns folyó jobb partján. Területének jelentős része az Alacsony-Tauern hegységre esik. A település a Gröbmingi kirendeltség (járás alatti közigazgatási egység; az utolsó ilyen Ausztriában) része. Az önkormányzat 3 katasztrális községben (Öblarn, Niederöblarn, Sonnberg) 6 települést egyesít: Gritschenberg (99 lakos), Moosberg (32), Niederöblarn (448), Öblarn (1078), Sonnberg (357), Straßerberg (9). 
A környező önkormányzatok: délkeletre Irdning-Donnersbachtal, délnyugatra Sölk, északnyugatra Mitterberg-Sankt Martin.

## Története
Öblarn területe már a bronzkorban is lakott volt, régészek egy, az urnamezős kultúrához köthető bronzkardot ástak ki. A rómaiak jelenlétéről egy szobrocska és egy 3. századbeli márvány síremlék tanúskodik.
A település első írásos említése 1135-ből származik, ekkor az admonti kolostor birtokában volt. A 15. századtól elkezdődött a rézérc bányászata; 1434-ben már megemlítik, hogy rézolvasztó is működött Öblarnban. 1525-ben a reformáció idején parasztlázadás okozott felfordulást az Enns völgyében, míg Ferdinánd főherceg hadvezére, Nikla Salm, a közeli Schladmingban le nem verte a lázadást. 1552-ben a nürnbergi Lukas Sitzinger és Andreas Prantmayr megvásárolta a kolostortól a bányajogokat és jelentősen kibővítették az ércfeldolgozási kapacitást. A 16. század közepére a település gyakorlatilag teljesen protestánssá vált, de a század végén az erőszakos ellenreformáció miatt visszatértek a katolikus egyházhoz. A 17. század elején a bányák termelékenysége lecsökkent, egyik gazdától a másikhoz kerültek, míg 1666-ban a vordernbergi bányamester, Hans Adam Stampfer vásárolta meg és utódaival együtt virágzó vállalkozássá fejlesztette. Tevékenységükért 1685-ben a von Walchenberg grófi címet kapták az uralkodótól. Az üzem 136 évig volt a család birtokában, majd 1802-ben a csökkenő hozam miatt eladták a Batthyány grófoknak. 1815-re a vállalkozás csődbe ment, majd 1819-ben Josef és Franz von Fridau vásárolta meg, akik újraélesztették a helyi bányaipart.  
1850-ben megalakult a községi tanács. 1855-ben a bányák hozama 1,2 kg arany, 88 kg ezüst, 14 t réz és 26 t réz-szulfát volt. Ennek ellenére két évvel később csődbe jutott és a bányákat bezárták. 1891-ben egy cellulózgyáros piritet kezdett el kitermelni üzeme számára. 
Az első világháborúban 45 öblarni esett el vagy tűnt el. A második világháborúban két légitámadás érte a települést. Ebben a háborúban 61-en estek el. Öblarn először amerikai, majd brit megszállás alá került. 1958-ban felhagytak a piritbányászattal. 
A 2015-ös stájerországi közigazgatási reform során az addig önálló Niederöblarn községet Öblarnhoz kapcsolták.

## Lakosság
Az öblarni önkormányzat terület 2017 januárjában 2015 fő élt. A lakosságszám 2001-ben érte el csúcspontját, azóta csökkenő tendenciát mutat. 2015-ben a helybeliek 90%-a volt osztrák állampolgár; a külföldiek közül 1,6% a régi (2004 előtti), 5% az új EU-tagállamokból érkezett. 2,7% a volt Jugoszlávia (Szlovénia és Horvátország nélkül) vagy Törökország, 0,6% egyéb országok polgára. 2001-ben a lakosok 86,4%-a római katolikusnak, 9,9% evangélikusnak, 1,9% pedig felekezet nélkülinek vallotta magát. 

## Látnivalók
- a Szt. András-plébániatemplom
- a 16. századi intézőház (később uradalmi központ) a főtéren
- rézbányász-tanösvény
- Paula Grogger-múzeum
- méhészmúzeum

## Híres öblarniak
- Paula Grogger (1892–1984) író, költő
- Hermann Flaschka (1945-) osztrák-amerikai fizikus

## Fordítás
- Ez a szócikk részben vagy egészben  az   Öblarn című német Wikipédia-szócikk ezen változatának fordításán alapul.  Az eredeti cikk szerkesztőit annak laptörténete sorolja fel. Ez a jelzés csupán a megfogalmazás eredetét és a szerzői jogokat jelzi, nem szolgál a cikkben szereplő információk forrásmegjelöléseként.